# غونزالو نوفوا
غونزالو نوفوا (بالإسبانية: Gonzalo Novoa)‏ (14 مايو 1986 بسانتياغو في تشيلي - ) هو لاعب كرة قدم تشيلي في مركز الدفاع. لعب مع نادي أونيفرسيداد دي تشيلي وDeportes Valdivia ‏ وDeportes Temuco ‏ وDeportes Copiapó ‏ وUnión Temuco ‏.

## وصلات خارجية
- غونزالو نوفوا على موقع قاعدة بيانات كرة القدم.إي يو (الإنجليزية)
- غونزالو نوفوا على موقع Soccerway.com (الإنجليزية)